# Château Saint-Aubin

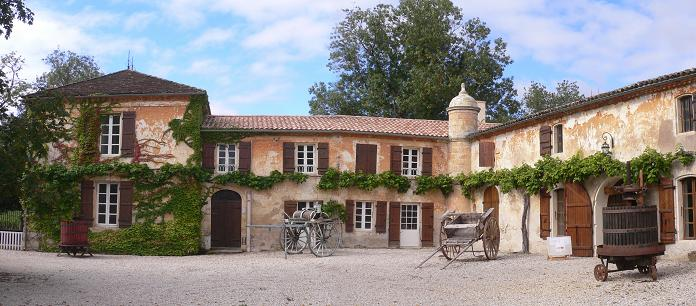
Château Saint-Aubin

Das Château Saint-Aubin ist ein Bordeaux-Weingut im Gebiet der AOC Médoc. Es liegt in der Gemeinde Jau-Dignac-et-Loirac ungefähr 50 Kilometer nordwestlich von Bordeaux im Département Gironde. Seit dem 19. Jahrhundert gehört es der Familie Saint-Aubin; Weinbau in der Gegend ist seit dem 17. Jahrhundert nachgewiesen.
Das Château verfügt über eines der besten Terroirs des Médoc. Der Boden besteht aus einer homogenen Schicht feiner sandiger Kiesel, ist verhältnismäßig kalkhaltig und besitzt einen hervorragenden Wasserabzug.
Die Rebfläche beträgt 14 ha; sie ist zu 30 Prozent mit Cabernet Sauvignon bestockt, zu 30 Prozent mit Merlot, zu 22 Prozent mit Cabernet Franc und zu 17 Prozent mit Petit Verdot. Das Weingut produziert in normalen Jahren ca. 100.000 Flaschen Wein. Wie allgemein bei den Weinen von AOC-Médoc stehen Bukett und Frucht im Vordergrund. Der Wein wird allgemein als lebhaft und kraftvoll angesehen, braucht aber im Vergleich zu anderen Médoc-Weinen eine lange Kellerreife, bevor sich sein Potenzial entfaltet.
Das Château Saint-Aubin wurde in der Klassifikation von 2003 als Cru Bourgeois eingestuft und ist seit 2004 Mitglied der Verband der Crus Bourgeois (Alliance des Crus Bourgeois du Médoc).